# 加藤明美
加藤明美（KATO Akemi，1970年12月13日—），埼玉縣出生，日本女子曲棍球運動員，亦為日本國家女子曲棍球隊成員。畢業於荒川中学校、秩父東高校及天理大学。

## 簡歷
2010年11月，加藤明美代表日本出戰廣州亞運會，參加曲棍球比賽，奪得銅牌。